# Фицджеральд, Джеймс, де-юре 12-й граф Десмонд
Джеймс Фицморис Фицджеральд, де-юре 12-й граф Десмонд (англ. James FitzGerald, de jure 12th Earl of Desmond, убит 19 марта 1540 года) — англо-ирландский аристократ, де-юре 12-й граф Десмонд (1534—1540).

## Биография

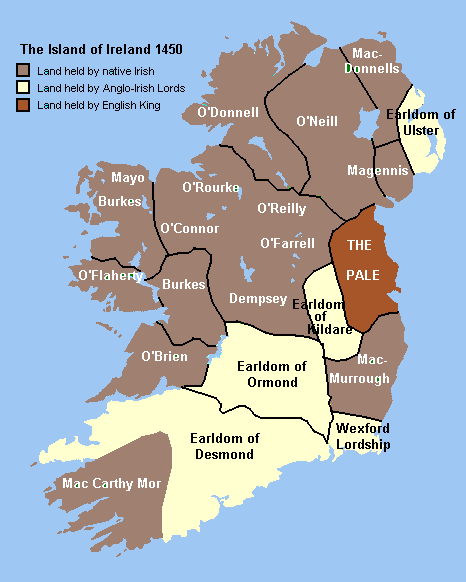
Карта Ирландии 1450 года, где на юго-западе острова показано графство Десмонд

Представитель англо-нормандского рода Фицджеральдов. Сын Мориса Фицтомаса Фицджеральда (ум. 1529) и Джоан Фицгиббон, внук Томаса Фицджеральда, 11-го графа Десмонда (1529—1534).
Отец Джеймса, Морис Фицджеральд, скончался от чумы в 1529 году, когда его дед, Томас Фицджеральд, 11-й граф Десмонд, унаследовал титул и владения графа Десмонда.
В 1534 году после смерти Томаса Фицджеральда, 11-го графа Десмонда, на графский престол стали претендовать его брат Джон Фицджеральд, де-факто 12-й граф Десмонд (ум. 1536), и внук, Джеймс Фицджеральд, де-юре 12-й граф Десмонд. Джон Фицджеральд, де-факто 12-й граф Десмонд, пользовался значительной поддержкой внутри графства, но скончался в декабре 1536 года. Ему наследовал его второй сын, Джеймс Фицджеральд, 14-й граф Десмонд (1536—1558).
Джеймс Фицджеральд некоторое время провел в качестве заложника при английском королевском дворе в Виндзоре. В 1534 году после смерти своего деда Джеймс получил поддержку короля Англии Генриха VIII Тюдора и был отправлен им в Ирландию.
19 марта 1540 года Джеймс Фицджеральд, де-юре 12-й граф Десмонд, был убит своим двоюродным братом Морисом Фицджеральдом в Leacan Sgail (графство Керри).
Джеймс Фицджеральд был женат на Мэри Маккарти, своей родственнице и дочери ирландского вождя Кормака Ога Маккарти, от брака с которой у него была единственная дочь Джудит.